# Jean Stock

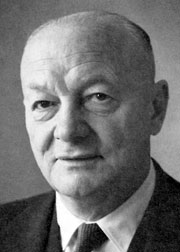
Jean Stock

Jean Stock (* 7. Juni 1893 in Gelnhausen; † 13. Januar 1965 in Aschaffenburg) war ein deutscher Buchdrucker und Politiker (SPD).
In Aschaffenburg, im Spessart und in Bayern verkörperte Stock ein Stück Geschichte der Demokratie. Große Verdienste erwarb er in der ersten Phase des Wiederaufbaus nach dem Zweiten Weltkrieg. In Aschaffenburg war er der erste Oberbürgermeister (April 1945 – Dezember 1945), in Würzburg der zweite Regierungspräsident (Dezember 1945 – August 1946) der Nachkriegszeit, und in München führte er die Landtagsfraktion seiner Partei. Außerdem war er Mitglied des Parlamentarischen Rates, der das Grundgesetz der Bundesrepublik Deutschland ausarbeitete.

## Leben
Nach dem Besuch der Volksschule (1899–1907) begann Stock eine Buchdruckerlehre bei der A. Heller’schen Hofbuchdruckerei in Büdingen. Daneben bildete er sich in Abendkursen bei der Volkshochschule weiter. 1911 legte er seine Gesellenprüfung ab und trat in den Deutschen Buchdruckerverband und in die SPD ein. 1917 erfolgte sein Eintritt in die USPD.
1918 war Stock Sekretär und geschäftsführender Vorstand der Freien Gewerkschaften in Aschaffenburg und Umgebung. 1918/19 war er Mitglied des Arbeiter- und Soldatenrates Aschaffenburg. 1919 – nach der Ermordung Kurt Eisners in München – folgten anderthalb Jahre Festungshaft wegen revolutionärer politischer Betätigung. 1918 bis 1919 und 1920 bis 1924 war er Mitglied des Bayerischen Landtages. 1919 bis 1933 war er Mitglied des Stadtrates von Aschaffenburg (Vorsitzender der SPD-Stadtratsfraktion).
Von 1922 bis zur Schließung durch die NSDAP 1933 war Stock Geschäftsführer der „Spessartdruck GmbH“ (Herausgeberin der sozialdemokratischen Volkszeitung). 1933 bis 1945 war er selbständiger Unternehmer (Buchdruckerei Stock & Körber) in Aschaffenburg.
Gemeinsam mit dem Gewerkschafter und Reichstagsabgeordneten Hugo Karpf gründete er einen oppositionellen Freundeskreis, der von den Nationalsozialisten bedrängten Bürgern in Aschaffenburg Hilfe und Zuflucht bot. Stock wurde während der Zeit des Nationalsozialismus mehrmals verhaftet; 1944 war er infolge des Attentats vom 20. Juli 1944 einige Monate im KZ Dachau inhaftiert.
Nach Kriegsende erteilte die amerikanische Militärverwaltung Jean Stock und dem Chefredakteur August Gräf die Lizenz eine „demokratische Zeitung“ für die Region Untermain herauszugeben. Dies war die Voraussetzung für die Gründung der Zeitung Main-Echo, die durch den Verleger Wilhelm Engelhard überregionale Verbreitung erfuhr. Die erste Ausgabe erschien am 24. November 1945. In der Zeit von 1945 bis 1946 wurde Stock von der amerikanischen Besatzungsverwaltung zum Oberbürgermeister von Aschaffenburg, Landrat und Regierungspräsident in Unterfranken berufen und hatte führende Positionen in der fränkischen und bayerischen SPD inne. Von 1946 bis 1962 war Stock Mitglied des Bayerischen Landtages, gleichzeitig war er bis 1950 Vorsitzender der SPD-Landtagsfraktion. Von 1947 bis 1949 war er Mitglied des Länderrates des amerikanischen Besatzungsgebietes in Stuttgart und 1948 bis 1949 als Vertreter des Landes Bayern Mitglied (Schriftführer) des Parlamentarischen Rates.
1949 nahm er als Delegierter des Bayerischen Landtags an der ersten Bundesversammlung teil. Von 1945 bis 1958 war er Aufsichtsratsvorsitzender der Überlandwerk Unterfranken AG. 1959 wurde er mit dem Bayerischen Verdienstorden ausgezeichnet.